# Hlubi

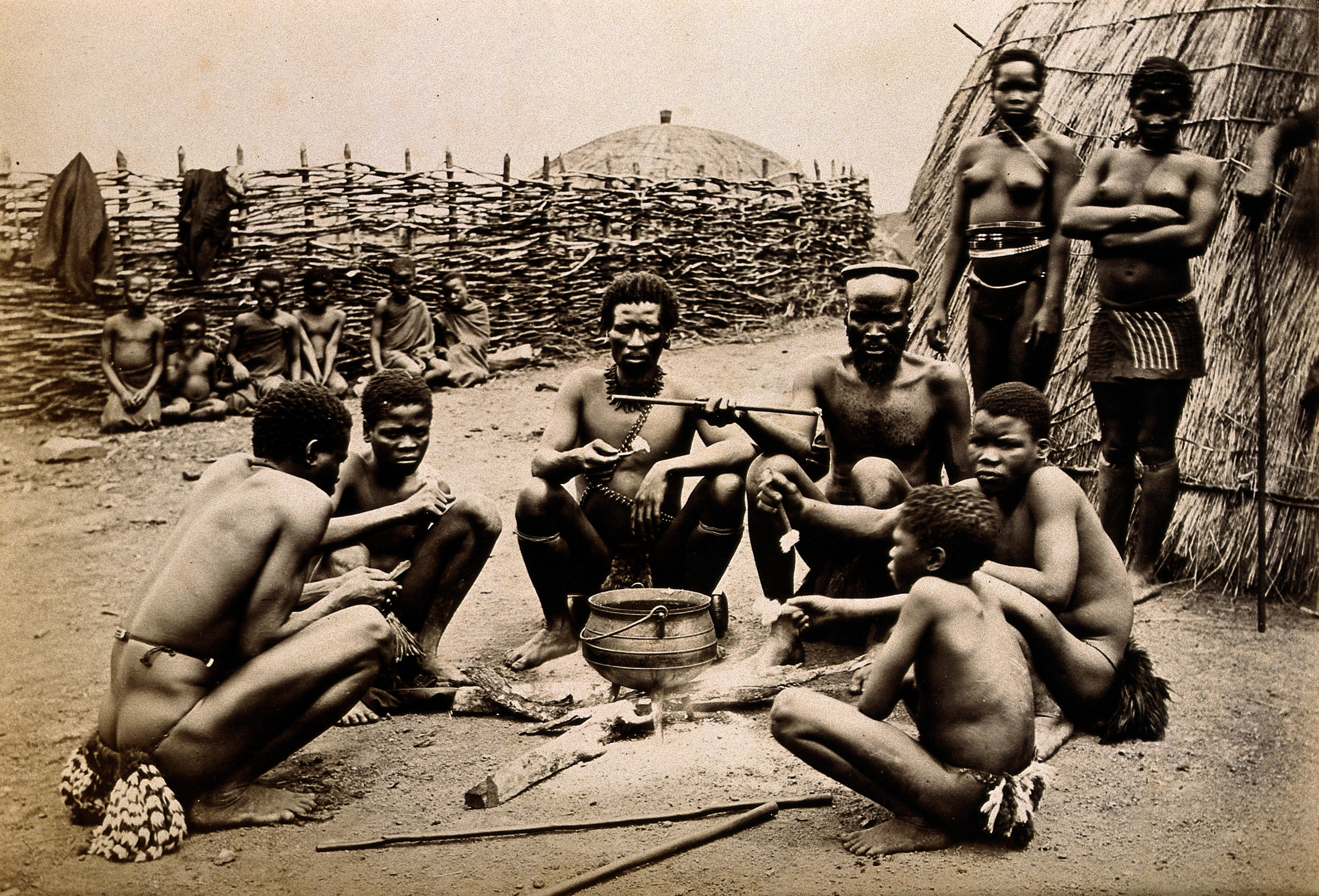
Hlubi in einem Kraal nahe Pietermaritzburg, 19. Jahrhundert

Die Hlubi, auch amaHlubi oder AmaHlubi, sind eine Ethnie in Südafrika. Sie sprachen ursprünglich isiHlubi, eine Nguni-Tekela-Sprache, die als Dialekt des Siswati betrachtet wird. Zeitweise lebten Hlubi auch im vorkolonialen Lesotho.

## Geschichte
Die Hlubi kamen als eMbo wie andere Bantu von Norden in den Raum des heutigen Südafrika. Laut ihrer Überlieferung regierte ihr König Chibi von 1300 bis 1325. Sie nannten sich später amaLala; um 1650 nahmen sie den Namen amaHlubi an. Damit sind sie älter als etwa Zulu und Xhosa. Der bis 1800 regierende Bhungane II. einte das Volk, von 1800 bis 1818 amtierte König Mthimkulu II. Der Anfang des 19. Jahrhunderts war durch eine beginnende Staatenbildung der Hlubi geprägt.
Die Hlubi litten um 1820 unter der von den Zulu ausgelösten Mfecane. Unter Mpangazitha zogen sie 1821 über die Drakensberge in das Tal des Caledon. Dort wurden sie von den Amangwanane besiegt. Sie spalteten sich darauf in mehrere Gruppen auf. Eine Gruppe zog über die Drakensberge zurück und bildete bald darauf ein Regiment des Zulu-Königs Shaka. Eine zweite Gruppe suchte Zuflucht bei dem Oberhaupt der Ndebele, Mzilikazi, wurden aber nach einigen Jahren in die Flucht getrieben. Die dritte Gruppe wurde von Moshoeshoe in sein Volk der Basotho aufgenommen.
Um dem Zulu-König Mpande zu entgehen, zog der 1814 geborene Langalibalele I. 1848 mit seinem Volk nach Natal, wo ihm die britischen Kolonialbehörden Land am Bushmen River zur Verfügung stellten. Die Hlubi sollten dort als Puffer gegen die San fungieren. Durch eine geschickte Handelspolitik gewannen sie an Einfluss. 1864 holten sie Missionare der Hermannsburger Mission in ihr Gebiet, die die Missionsstation Empangweni errichteten. Dort siedelten aber vor allem alte und arme Hlubi.
1873 rebellierte Langalibalele angeblich gegen die Briten. Nach anderen Angaben hatten die Hlubi in den Augen der Briten zu viel Einfluss gewonnen und entgegen dem Verbot der Kolonialbehörden Waffen erworben. Langalibalele wurde verfolgt und flüchtete mit seinem Volk über die Drakensberge nach Lesotho. Dort übergaben ihn die Basotho den britischen Behörden. Er wurde wegen Hochverrats zu lebenslanger Haft auf Robben Island verurteilt, nach Fürsprache unter anderem von Bischof John William Colenso aber später in die Kapkolonie und 1887 nach Natal entlassen, wo er 1889 starb.
Das Herrschaftshaus der Hlubi ist seit 1873 nicht mehr als Königshaus anerkannt. Die Hlubi erwarben die Farm Draycott bei Estcourt, wo 8000 Hlubi auf engem Raum lebten. Sie konnten 1926 und 1930 durch Grunderwerb das Gebiet vergrößern. 1972 klagten sie auf Herausgabe des früheren Herrschaftsgebietes der Hlubi zwischen Ntabamhlophe und den Drakensbergen. In den 1970er Jahren versuchte die Regierung, von Hlubi beanspruchte Farmen zu erwerben, aber nach KwaZulu einzugliedern. In den 1980er Jahren wurden keine Erweiterungen des Hlubi-Gebietes zugelassen, 1991 und 1992 wurde der Verkauf mehrerer der von Hlubi beanspruchten 38 Farmen nach Protesten von Hlubi gestoppt. Diese Farmen waren von 1849 bis 1873 von Hlubi betrieben worden.
Muziwenkosi Johannes Radebe, der sich als Thronerbe Langalibaleles sieht und die Bezeichnung Langalibalele II. führt, strebt eine Wiedereinsetzung als König an. Dadurch soll vermieden werden, dass die Hlubi durch das Königshaus der in KwaZulu-Natal dominierenden Zulu vertreten werden, wie zuletzt von der 2003 vom südafrikanischen Präsidenten Thabo Mbeki eingesetzten Nhlapho-Kommission im Jahr 2010 bestätigt. Die Kommission stützte ihre Entscheidung auf die Schwächung der Hlubi durch die Mfecane in vorkolonialer Zeit, die eine alleinige Verantwortung der Briten für die Aberkennung der Königswürde ausschlösse. Auch wurde darauf hingewiesen, dass sich traditionelle Oberhäupter in unterschiedlichen Provinzen, vor allem Ostkap, zu den Hlubi bekennen würden, in der fraglichen Provinz KwaZulu-Natal aber nur wenige. Diese Zersplitterung wurde von der Kommission als einmaliger Fall in Südafrika gesehen.
Das Oberhaupt der Hlubi führt jährlich die Zeremonie des Umkhosi Wokweshwana durch, bei der auf rituelle Art Früchte verkostet werden. Eine weitere Zeremonie ist das umgubho wa maHlubi, das am Grab Langalibaleles I. in Ntabamhlophe durchgeführt wird und mit der rituellen Schlachtung einer Ziege und eines Ochsen einhergeht.
Der Geschäftsmann Bryce Mthimkulu nennt sich auch Mthimkulu III. bzw. König der amaHlubi. Er tritt bei den Wahlen 2019 mit der African Renaissance Unity Party (ARU) an.

## Sonstiges
Der 1867 geborene Isaiah Shembe war mit dem Hlubi-Herrschaftshaus eng verwandt. Er gründete im Umfeld Mahatma Gandhis die erste eigenständige Kirche im heutigen Südafrika.
Die Gemeinde Inkosi Langalibalele wurde 2016 aus zwei kleineren Gemeinden gebildet. Sie ist nach Langalibalele I. benannt.